# Eric Ericson

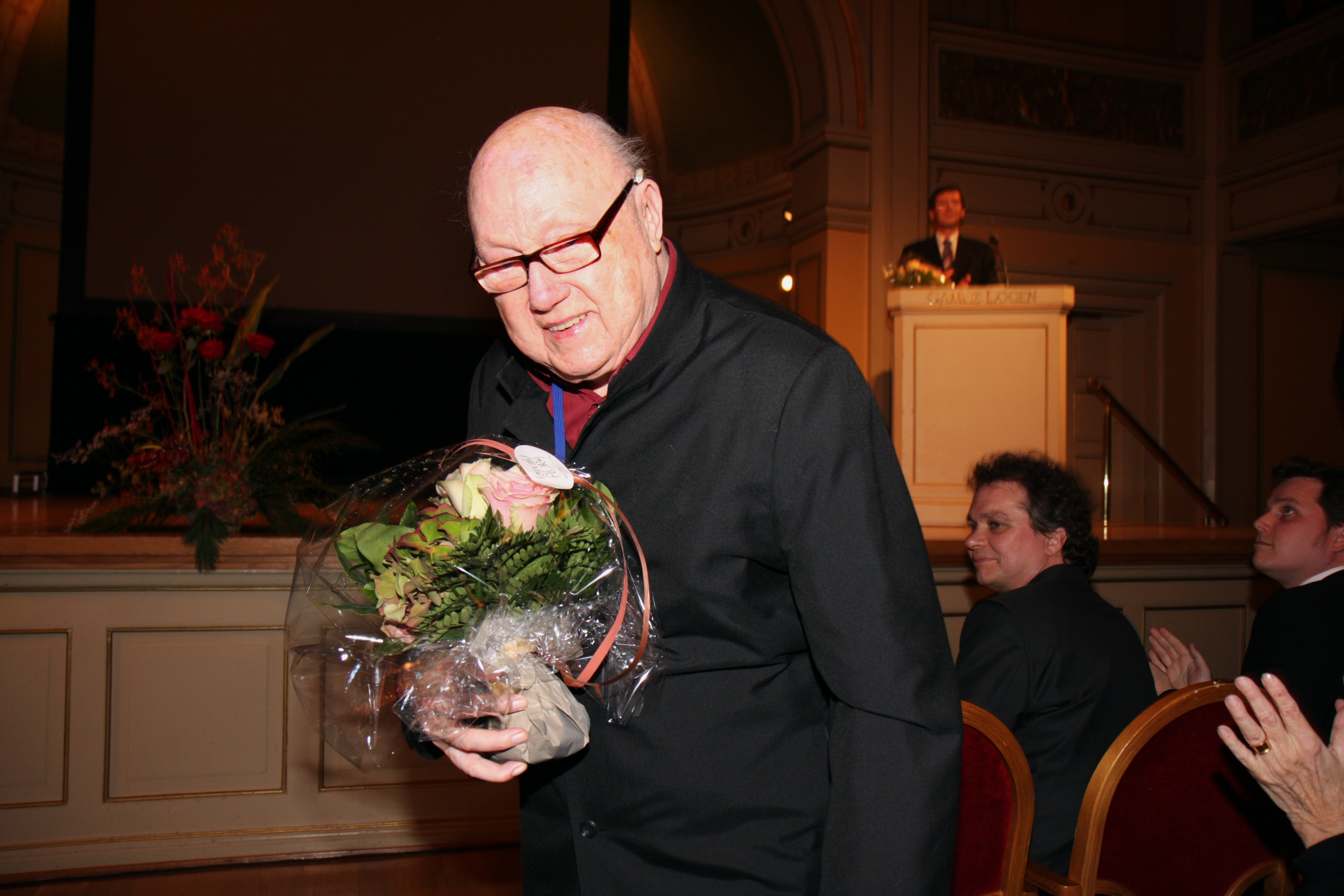
Eric Ericson (2007)

Eric Ericson (* 26. Oktober 1918 in Borås; † 16. Februar 2013 in Stockholm) war ein schwedischer Chorleiter und Dirigent.

## Leben
Eric Ericson wuchs auf der Insel Gotland als Sohn eines Pfarrers auf und kam früh mit Orgel- und Chormusik in Berührung. Bereits mit 13 Jahren gründete er hier seinen ersten Chor und beteiligte sich mit ihm an der Gottesdienstgestaltung. Er studierte Kirchenmusik und Chorleitung an der Königlich Musikalischen Akademie in Stockholm und der Schola Cantorum Basiliensis.
1945 gründete er den Stockholmer Kammerchor, der sich 1988 ihm zu Ehren Eric Ericson Kammerchor umbenannte. Im Jahr 1949 wurde er Kantor der Stockholmer Jakobskirche und bekleidete dieses Amt bis 1974. Von 1951 bis 1982 leitete er den Rundfunkchor Stockholm, den er vor allem durch die Interpretation zeitgenössischer Chormusik zu internationaler Bekanntheit führte. Von 1951 bis 1991 leitete er den Männerchor Orphei Drängar („Orpheus’ Söhne“) in Uppsala. Im Jahr 1974 hatte er die musikalische Leitung in der Verfilmung der Zauberflöte von Ingmar Bergman.
Ericson unterrichtete von 1952 bis 1991 als Professor für Chorleitung an der Königlichen Musikhochschule Stockholm. Zu seinen Schülern zählen unter anderem Martin Berger, Per Borin, Anders Eby, Wolfram Goertz, Volkher Häusler, Johanna Irmscher, Gerhard Jenemann, Dietrich Bräutigam, Eberhard Metternich, Grete Pedersen, Karl Rathgeber, Peter Reulein, Morten Schuldt-Jensen, Kurt Suttner und Friederike Woebcken.
Nach seiner Pensionierung im Jahr 1983 setzte Ericson seine internationale Karriere als Gastdirigent bei zahlreichen bedeutenden Chören fort, unter anderem leitete er den Niederländischen Kammerchor, die Groupe Vocale de France, die BBC Singers, den RIAS Kammerchor, das Ensemble Accentus in Rouen sowie den Chor der Wiener Staatsoper. Er wurde mit seinen Chören auf ihren Tourneen als „Chorwunder aus dem Norden“ gefeiert. Als Dozent in Meisterkursen war er unter anderem im Nordkolleg Rendsburg aktiv. Es liegen zahlreiche Tonaufnahmen vor.
Ericson war Mitglied der Königlich Schwedischen Musikakademie (KMA) in Stockholm sowie Ehrenpräsident der Internationalen Vereinigung für Chormusik (IFCM).
Sein persönliches Archiv vermachte Eric Ericson noch zu Lebzeiten der Königlichen Bibliothek zu Stockholm.

## Auszeichnungen
- 1983: Ehrendoktorwürde der Universität Uppsala
- 1991: Léonie-Sonning-Musikpreis
- 1995: Musikpreis des Nordischen Rates
- 1995: Königlicher Preis der Schwedischen Akademie
- 1995: Ordre des Arts et des Lettres (Komtur)[3]
- 1996: Ehrendoktorwürde der University of Alberta, Kanada
- 1997: Polar Music Prize
- 2002: Preis der Europäischen Kirchenmusik